# 안 콩시니
안 콩시니(Anne Consigny, 1963년 5월 25일 ~ )는 프랑스의 배우이다.

## 출연 작품

### 영화
- 비단 구두 (1985)
- 남성전용회사에서 놀기 (2003)
- 오르페브르 36번가 (2004)
- 사랑 때문에 있는 게 아니야 (2005)
- 원 윌 라이크 (2006)
- 다음날 하루 (2006)
- 잠수종과 나비 (2007)
- 안나 M. (2007)
- 라르고 윈치 (2008)
- 퍼블릭 에너미 넘버원 (2008)
- 크리스마스 이야기 (2008)
- 르 그랑 알리바이 (2008)
- 랩트 (2009)
- 원 포 더 로드 (2009)
- 바닷가 천사 (2009)
- 잡초 (2009)
- 미트 더 엘리자베스 (2009)
- 존 라베 (2009)
- E-러브 (2011)
- 위험한 공범 (2011)
- 당신은 아직 아무것도 보지 못했다 (2012)
- 수 르 피기에 (2013)
- 스윔 리틀 피쉬 스윔 (2013)
- 60 고잉 온 12 (2013)
- 96시간 (2014)
- 나쁜 사랑 (2014)
- 역사의 미래 (2016)
- 세븐 미니츠 (2016)
- 엘르 (2016)
- 렛 잇 스노우 (2017)
- 고흐, 영원의 문에서 (2018)
- 마더 (2019)

### TV
- 더 리턴드 시즌1 (2012)
- 더 리턴드 시즌2 (2015)